# Ofelia Nieto
Ofelia Nieto (Algete, 18 de marzo de 1898-Madrid, 22 de mayo de 1931) fue una soprano española, hermana de la también cantante Ángeles Ottein.

## Biografía
Nació en la localidad madrileña de Algete el 18 de marzo de 1898, siendo su nombre completo «María Ofelia Erenia Nieto Iglesias». Descubierta al parecer por Antonio Campos, miembro del coro del Teatro Real de Madrid, Ofelia estudió en el Conservatorio de Madrid con el tenor Lorenzo Simonetti.
Era hija de José Nieto, natural de Santiago de Compostela, notario de profesión, y Erundina Iglesias, originaria de Ferrol, quienes tuvieron otra hija que brilló con luz propia en el firmamento lírico, la también soprano Ángeles Ottein, tres años mayor que Ofelia.
El 28 de mayo de 1914, debutó en el Teatro Real de Madrid estrenando Maruxa, junto al bajo Francisco Meana y Juan Bautista Corts, todos bajo la dirección de Pablo Luna. El éxito alcanzado, la llevó muy pronto a cantar Ernani, Madama Butterfly y La Bohème, sustituyendo a la soprano Rosina Storchio. A continuación, recorrió España en una gira de recitales junto a su hermana la soprano Ángeles Ottein y el pianista Raffaele Terragnolo.
En 1918 estrena la ópera El Avapiés de Conrado del Campo y Ángel Barrios, junto a la contralto María Gay, bajo la dirección del maestro Enrique Fernández Arbós. En octubre de 1919 hace su presentación en el Teatro La Pergola de Florencia, cantando Manon, junto al tenor Dino Borgioli; y Aida, junto a Ismaelle Voltolini. En 1920, cantó el Mefistófeles de Boito en el Teatro Real madrileño, junto a Vincenzo Bettoni; y el Otello de Verdi, junto a Andrea Toscani y Luigi Montesanto. En ese mismo año estrenó en el Coliseo Albia de Bilbao la ópera Amaya de Jesús Guridi, junto a Aga Lahowska, el tenor Isidoro de Fagoaga, Giulio Cirino y el bajo Gabriel Olaizola. En 1921, se traslada a Sudamérica, iniciando una gira triunfal que la lleva a cantar en el Teatro Municipal de Río de Janeiro, El Trovador de Verdi, junto a De Muro, el barítono José Segura Tallien y Gramegna. A continuación debuta en el Teatro Abreu de México cantando el Mefistófeles de Boito, junto al tenor Aureliano Pertile y Lazzari; Mignon, junto al tenor Tito Schipa, Pareto, Lazzari y el tenor José Mojica. En 1922, en el Teatro Esperanza Iris de México, canta Un Baile de Máscaras, junto al tenor Aureliano Pertile, al barítono Carlo Galeffi y a la mezzosoprano Fanny Anitúa. A continuación se presenta en el Teatro Colón de Buenos Aires, cantando La Dolores, junto al tenor Hipólito Lázaro, Cirino y Azzolini. Unos meses más tarde regresa al Teatro Real de Madrid donde canta Aida junto al tenor Hipólito Lázaro; Tosca junto al tenor Miguel Fleta y de nuevo Tosca con el tenor Giacomo Lauri-Volpi. 

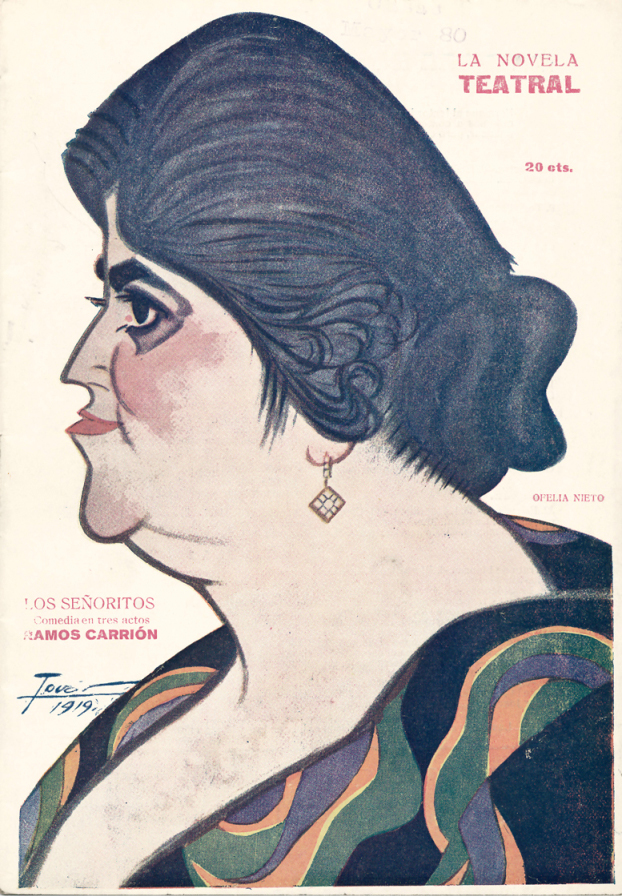
Caricaturizada por Tovar en un número de La Novela Teatral (1919)

En 1924 le fue concedida la Cruz de Alfonso XII. En 1926, y con la intervención de Arturo Toscanini, canta en La Scala de Milán, Lohengrin, junto a los tenores Aureliano Pertile y Carlo Galeffi; El Cazador Furtivo, junto al tenor Antoine Trantoul, el bajo-barítono Tancredi Pasero y la mezzosoprano Ebe Stignani, dirigidos todos por Gabriele Santini. En 1927 la Orquesta Sinfónica de Sevilla, dirigida por el maestro Arbós, contó con la voz de Ofelia Nieto para una serie de conciertos organizados en la Sociedad Sevilla de Conciertos. En 1928, y cuando estaba en la cúspide de su carrera, se retiró de la escena para contraer matrimonio con el decano del Colegio de Procuradores de Sevilla, Felipe Cubas, de 52 años. El enlace tuvo lugar el 18 de marzo en Burgos, que era donde vivía su familia. El matrimonio se instaló en la calle Moratín de Sevilla, y al parecer, a partir de entonces, solo cantaba para las sociedades benéficas sevillanas que la reclamaban.
Padecía un trastorno en la vesícula biliar que le hacía mostrarse inapetente y la llevó a un estado de extrema debilidad. Su salud se fue agravando paulatinamente. En marzo del 31, su familia determinó trasladarla a Madrid para un mejor tratamiento, pero su estado siguió complicándose. El 17 de mayo ingresó en el Sanatorio de Ntra. Sra. del Rosario para someterse a una intervención quirúrgica. La vesícula estaba extraordinariamente inflamada, había también daños en el apéndice y la operación se complicó. Cuando se le pasaron los efectos de la anestesia, hubo que administrarle una fuerte dosis de éter que le provocó una intoxicación en la sangre. Se intentó hacerle una transfusión pero la sangre estaba coagulada y le sobrevino un colapso del que no pudieron reanimarla. Su estado empeoró y falleció a las 3:30 de la madrugada del 22 de mayo de 1931.
En 1935 se inauguró una glorieta con un monumento en su honor en el parque de María Luisa de Sevilla. Asimismo tiene dedicada una calle en su pueblo natal y en Madrid.

## Estilo vocal
Ofelia Nieto poseía una voz cuyas características le permitieron afrontar, desde muy joven, el repertorio de soprano dramática. Sin duda alguna, si la muerte prematura no hubiera truncado su carrera, es más que probable que su retiro voluntario no hubiese sido definitivo y Ofelia hubiera alcanzado las más altas cotas dentro del mundo de la lírica.

## Discografía
Para la discográfica Odeón grabó Maruxa, junto a su hermana, la soprano Ángeles Ottein, el barítono Carlo Guelffi y el bajo-barítono Aníbal Vela. 
Para la misma discográfica grabó varios fragmentos de zarzuelas como La veneciana de El carro del sol de José Serrano Simeón; o el dúo de El asombro de Damasco de Pablo Luna, junto al barítono Marcos Redondo.
Las grabaciones de ópera, en cambio (arias de Madama Butterfly, Tosca, etc), no reflejan todo el poderío y esplendor de su exquisita voz.